# Académie sud-africaine des sciences et des arts
L'Académie sud-africaine des sciences et des arts a été fondée par le général James Barry Munnik Hertzog.Grand militant de l'afrikaans néerlandais, il proposa la création d'un organisme capable de « promouvoir la langue et la littérature néerlandaises en Afrique du Sud ». Le 2 juillet 1909, la Convention nationale de Bloemfontein réunit les 30 premiers membres de cet organisme pour établir une académie sud-africaine pour la langue, la littérature et les arts (Zuid-Afrikaanse Akademie voor Taal, Letteren en Kunst). L'objectif de cette dernière était « le maintien et la promotion de la langue et de la littérature hollandaise et de l'art, de l'archéologie et de l'art sud-africain », avec cette précision : « En parlant de hollandais, nous entendons les deux formes linguistiques utilisées en Afrique du Sud ». L'objectif principal de l'Académie était initialement de promouvoir non seulement le néerlandais, mais également l'afrikaans. Le nom de l'Académie a été modifié en 1942 en Académie sud-africaine des sciences et des arts au moment où a été créée une nouvelle faculté des sciences et des technologies. 
Depuis lors, elle a été notamment à l'origine de la Fondation Simon van der Stel et l'Institut d'Afrique. En outre, l'Académie s'est intéressée à l'histoire sud-africaine, à l'archéologie, à l'art, à l'afrikaans et au développement des sciences. Au fil des ans, l'Académie s'est fait connaître en attribuant régulièrement des prix littéraires (dont le prix Hertzog est le plus fameux), ainsi que d'autres prix prestigieux comme la médaille NP van Wijk Louw. 
La Commission linguistique de l'Académie sud-africaine est chargée de donner sur l'afrikaans des avis faisant autorité. Au début, elle avait entrepris d'établir une orthographe uniforme, mais avec le temps, elle a tenu de plus en plus compte de l'usage. Cette politique sage et prudente au fil des ans a permis à ses règles d'être acceptées comme normatives. Ses décisions paraissent de temps en temps sous forme de listes de mots et de règles de langage pour l'afrikaans. La huitième édition date de 1991 et la neuvième de septembre 2002.